# Doryrhamphus
Doryrhamphus là một chi cá trong họ Syngnathidae.

## Các loài
Hiện tại có 6 loài được ghi nhận:
- Doryrhamphus aurolineatus J. E. Randall & Earle, 1994
- Doryrhamphus bicarinatus C. E. Dawson, 1981
- Doryrhamphus excisus Kaup, 1856
  - Doryrhamphus excisus abbreviatus C. E. Dawson, 1981
  - Doryrhamphus excisus excisus Kaup, 1856
  - Doryrhamphus excisus paulus Fritzsche, 1980
- Doryrhamphus janssi (Herald & J. E. Randall, 1972)
- Doryrhamphus japonicus Araga & Yoshino, 1975
- Doryrhamphus negrosensis Herre, 1934
  - Doryrhamphus negrosensis malus (Whitley, 1954)
  - Doryrhamphus negrosensis negrosensis Herre, 1934